# Francesco Cetti (ballongflygare)

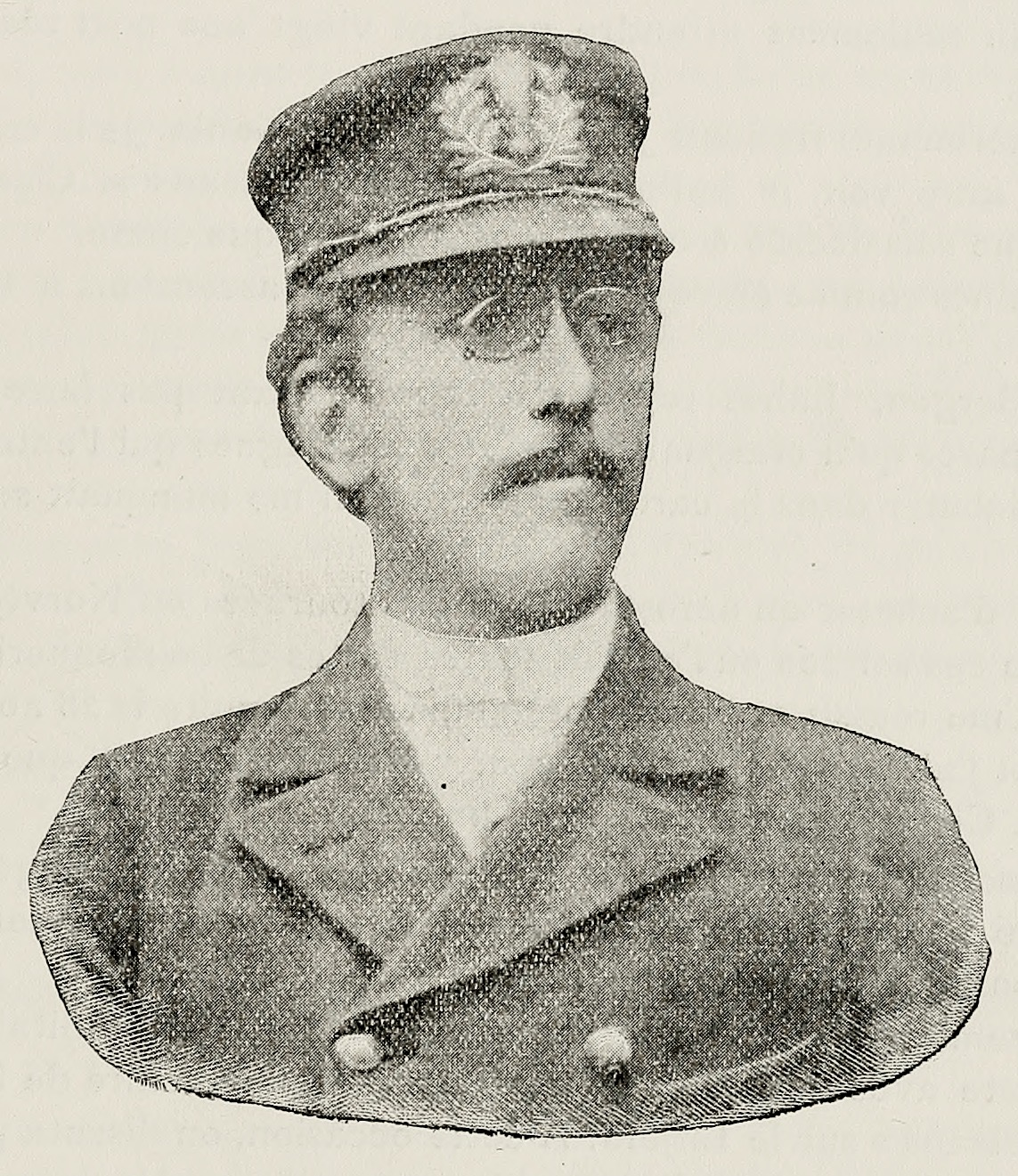
Francesco Cetti, 1900.

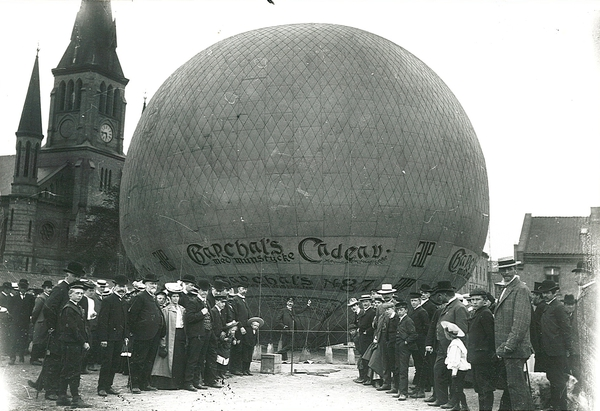
Francesco Cetti med ballong på Kontraskjæret i Christiania 1906.

Francesco Cettis ballongnedslag vid Gamla Kyrkogatan (Hallgrens) i Landskrona, strax efter att ballongfärden hade startat i samma stad.

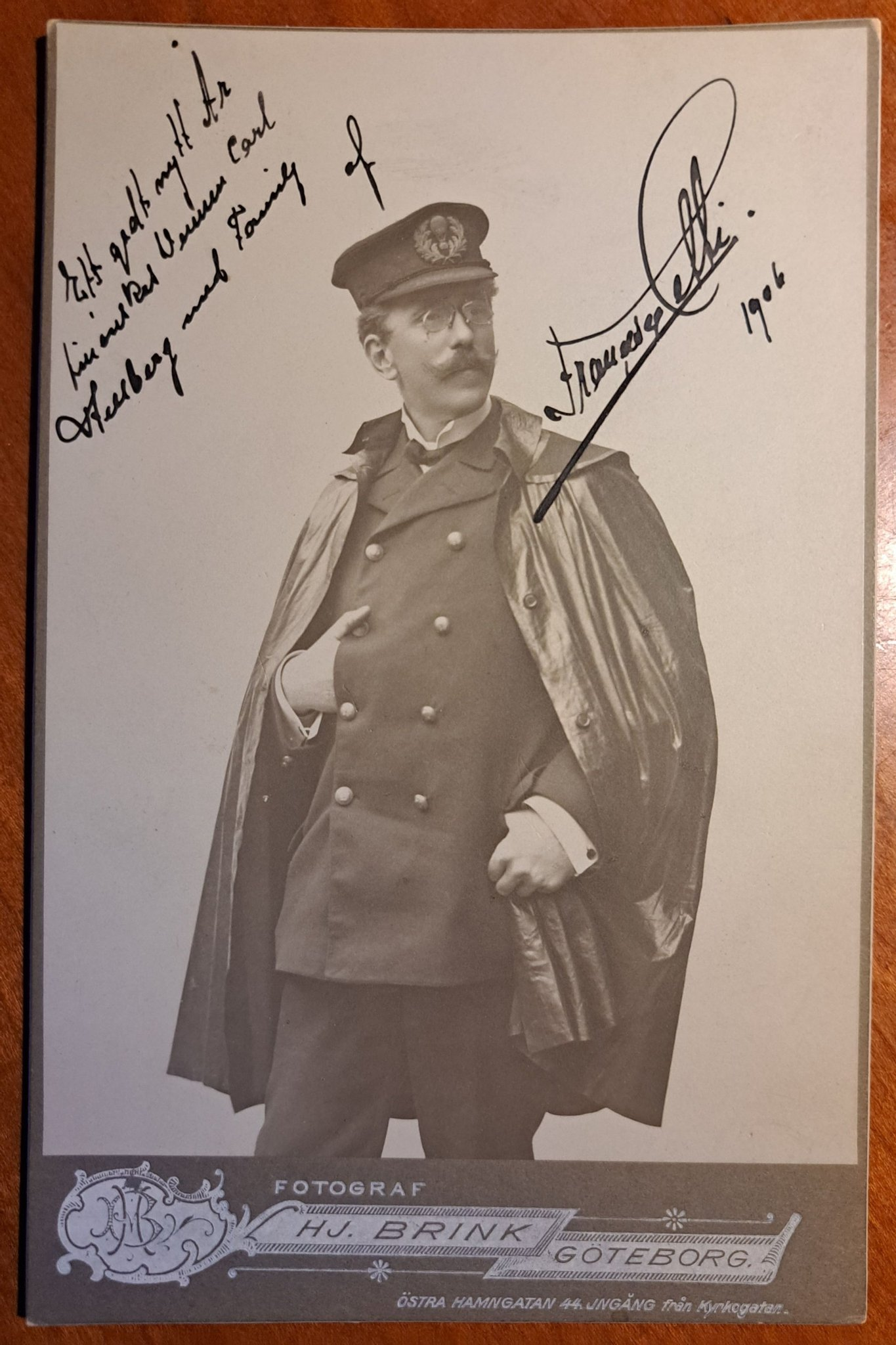

Francesco Alexandro Cetti, egentligen Frantz Emil Cetti Forsberg, född 15 april 1860 i Bergen, död 3 april 1925 i Oslo, var en norsk varietéartist och ballongflygare. Han räknades som Skandinaviens kunnigaste ballongförare runt 1880-talet och var under en period chef för norska arméns ballongskola. 
Cetti kom till Sverige 1892 för att hämta en ballong som slet sig vid en fyllning i Norge. Här reparerade han sin vinddrivna ballong, och kom att stanna kvar i Sverige drygt tio år. Han genomförde ett flertal ballonguppstigningar på olika platser i landet. Han började redan 1892 att utbilda svenska ballongflygare. Bland hans elever märks främst ingenjör Andrée och Karl Amundson (KSAK) som senare blev en av Svenska Aeronautiska Sällskapet (SAS) grundare. KABA genomförde fyra elevstarter och två fristarter med Cettis ballong.
När SAS bildades 1900 blev inte Cetti kallad och när han sedan sökte medlemskap ratades han, eftersom han bedömdes "ståndsmässigt" fel. Artisten Francesco Cetti sysslade med tankeläsning, teaterartisteri, musik och var svältkonstnär, sysselsättningar som inte passade in i det nybildade sällskapet. Under 1903 konstruerade och byggde Cetti ballongen Skandinav i Stockholm, som främst användes vid uppvisningsflygningar på landsorten.